# أرملة حمراء
الأرملة الحمراء (الاسم العلمي: Latrodectus bishopi)، عنكبوت تكثر في مواطن معينة في الولايات المتحدة وبالتحديد فلوريدا. حيث تعيش تحت أوراق البالميتو، وبشكل رئيسي في شجيرات الصنوبر الرملي، وهي نوع من النباتات التي لا توجد إلا في شبه جزيرة فلوريدا.